# 阿姜
阿姜（RTGS：Achan, aː tɕaːn，也被拼為 Ajahn、ajaan、ajarn、acharn 或 achaan），又译为阿赞，來自於泰文的一個佛教術語，意思是老師。
它起源於巴利文與梵文的词汇阿闍黎（ācariya），是用來表示尊敬的名詞。它可以用於學校之中，也可以被用來尊稱出家超過十年以上的佛教僧侶。

## 代表人物
- 阿姜查 (Ajahn Chah)
- 佛使比丘 (Ajahn Buddhadasa)